# The Wild Samoans
I Wild Samoans sono stati un tag team di wrestling composto da Afa e Sika, attivo negli anni settanta e ottanta, prevalentemente nelle federazioni Mid-South Wrestling, National Wrestling Alliance e World Wrestling Federation. Nel complesso, in carriera i Samoans si aggiudicarono 21 titoli di coppia.

## Gimmick
Afa & Sika interpretavano la gimmick dei selvaggi delle Samoa Americane. Durante le interviste il duo parlava raramente, limitandosi a grugnire qualche parola in un dialetto primitivo che solo il loro manager "Captain" Lou Albano riusciva a comprendere. A completare la loro immagine, i due indugiavano in comportamenti oltraggiosi come mettersi le dita nel naso e mangiare pesce crudo durante le interviste.

## Storia
Il team iniziò la sua carriera nella canadese Stampede Wrestling, dove Afa & Sika riuscirono a vincere il titolo Stampede International Tag Team Championship in due occasioni differenti. Trascorsero la maggior parte degli anni settanta militando in varie federazioni regionali affiliate alla National Wrestling Alliance.

### World Wrestling Federation

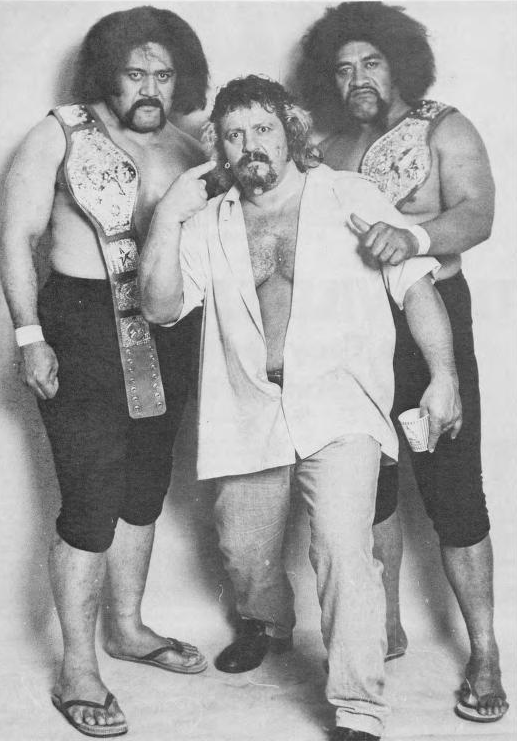
I Wild Samoans con il manager Capt. Lou Albano

Nei primi anni ottanta, i Wild Samoans entrarono nella World Wrestling Federation. Debuttarono al Madison Square Garden il 21 gennaio 1980 in un match per il WWF Tag Team Championship contro Tito Santana e Ivan Putski, uscendo però sconfitti. Tuttavia, vinsero il primo titolo WWF sconfiggendo Santana e Putski il 12 aprile 1980. Il regno da campioni di coppia dei Samoans durò circa cinque mesi, fino a quando non persero le cinture contro Bob Backlund e Pedro Morales nel corso di un Two Out of Three Falls Match a Showdown at Shea. Poiché Backlund era all'epoca anche WWF World Champion, il team rese vacanti le cinture e venne indetto un torneo per decretare i nuovi campioni di coppia. L'8 settembre 1980, i Wild Samoans sconfissero Tony Garea & Rene Goulet nella finale del torneo aggiudicandosi i titoli. Rimasero campioni per due mesi, perdendo poi contro Garea e il suo nuovo partner, Rick Martel.

### Mid-South & Mid-Atlantic
Alla fine del 1981, i Wild Samoans passarono alla Mid-South Wrestling. Con "Big Cat" Ernie Ladd nelle vesti di loro nuovo manager, vinsero il Mid-South Tag Team Championship ed ebbero una faida con Junkyard Dog & Dick Murdoch. Inoltre, dopo aver assalito lo stesso Ladd, i due selvaggi samoani iniziarono una faida con il loro ex manager. In risposta, Ladd formò un'alleanza con "Iron" Mike Sharpe, attraverso la quale forzò i Wild Samoans a lasciare la Mid-South.
Successivamente, il duo apparve nella Georgia Championship Wrestling. Lì, sconfissero i Fabulous Freebirds conquistando l'NWA National Tag Team Championship, che poi resero vacante.

### Ritorno in World Wrestling Federation
Nel 1983 i Wild Samoans rientrarono nella World Wrestling Federation ricongiungendosi con il vecchio manager "Captain" Lou Albano. Afa & Sika iniziarono il loro terzo regno da campioni di coppia WWF l'8 marzo 1983 battendo Chief Jay & Jules Strongbow. Nel rematch del 19 marzo, confermarono la vittoria. Nello stesso periodo, oltre ad avere faide con Rocky Johnson, Jimmy Snuka, e André the Giant, la coppia aggiunse il figlio di Afa, Samula, al team, in principio come sostituto dell'infortunato Sika, poi come rinforzo occasionale.
Persero le cinture contro Rocky Johnson e Tony Atlas il 15 novembre. Durante il match, Albano tentò di interferire in favore dei Samoans cercando di colpire Johnson con una sedia. Invece colpì accidentalmente Afa, e Atlas schienò quest'ultimo per la vittoria finale. La North-South Connection, Adrian Adonis e Dick Murdoch, sconfissero Atlas & Johnson per i titoli il 17 aprile 1984. I Samoans, nel frattempo passati nelle file dei "buoni", li sfidarono apertamente. Dopo aver cercato senza successo di riconquistare le cinture WWF, i due lasciarono la federazione nel 1984 per andare a combattere nella Pro Wrestling USA dove affrontarono i Road Warriors in un match terminato con una doppia squalifica.
Nel 1987 Sika riapparve brevemente in WWF, ora affiancato da Mr. Fuji come manager, lottando sia come wrestler individuale che in tag team con Kamala. Partecipò alla battle royal che aprì WrestleMania IV, ma venne eliminato quasi subito.
Nel 2007, i Wild Samoans sono stati introdotti nella WWE Hall of Fame.

## Nel wrestling

### Mossa finale
- Samoan Drop[3][6]

### Manager
- "Captain" Lou Albano[6]
- "Big Cat" Ernie Ladd[3]
- Eddie Creatchman

## Titoli e riconoscimenti
- Continental Wrestling Association
  - AWA Southern Tag Team Championship (1)
- Gulf Coast Championship Wrestling
  - NWA Gulf Coast Tag Team Championship (2)
- Georgia Championship Wrestling
  - NWA National Tag Team Championship (1)
- International Wrestling Alliance
  - IWA Tag Team Championship (1)
- Mid-South Wrestling
  - Mid-South Tag Team Championship (3)
- NWA All-Star Wrestling
  - NWA Canadian Tag Team Championship (Vancouver version) (1)
- NWA Detroit
  - NWA World Tag Team Championship (Detroit version) (2)
- Pro Wrestling Illustrated
  - 93° posto nella lista dei migliori 100 tag team durante i "PWI Years" del 2003.
- Professional Wrestling Hall of Fame and Museum
  - Classe del 2012
- Southeastern Championship Wrestling
  - NWA Southern Tag Team Championship (Southern Division) (2)
- Stampede Wrestling
  - Stampede International Tag Team Championship (2)
- World Wrestling Federation / World Wrestling Entertainment
  - WWE Hall of Fame (Classe del 2007)
  - WWF World Tag Team Championship (3)